# 욱시
욱시(1992년 ~ )는 대한민국의 DJ다.

## 방송
- WET! (2023)

## 음반
- 춤추는 사람들 Vol.3 (2020)
- 춤추는 사람들 Vol.5 (2021)
- 기온고 (GIONGO) (2023)

## 공연
- 2023 월드 디제이 페스티벌 - 온라인 (2023)
- 워터밤 서울 2023 (2023)
- S2O KOREA (2023)
- 워터밤 속초 2023 (2023)
- 렛츠플레이그라운드 성수 (2024)

## 기타
- 히스 <Classic> (2021) - 작사/작곡/편곡
- LOOPS <다이죠부> (2023) - 작사